# Aleksandar Prijović
Aleksandar Prijović (en serbio: Aлeкcaндap Пpиjoвић; Sankt Gallen, Suiza, 21 de abril de 1990) es un futbolista serbio que juega como delantero y se encuentra sin equipo tras rescindir su contrato con el Western United F. C. de la A-League.

## Clubes
| Club                              | País           | Año       |
| --------------------------------- | -------------- | --------- |
| Parma F. C.                       | Italia         | 2006-2008 |
| Derby County F. C.                | Inglaterra     | 2008-2010 |
| Yeovil Town F. C. (préstamo)      | Inglaterra     | 2009      |
| Northampton Town F. C. (préstamo) | Inglaterra     | 2009      |
| F. C. Sion                        | Suiza          | 2010-2013 |
| F. C. Lausanne-Sport (préstamo)   | Suiza          | 2011-2012 |
| Tromsø IL (préstamo)              | Noruega        | 2012-2013 |
| Djurgårdens IF                    | Suecia         | 2013-2014 |
| Boluspor                          | Turquía        | 2014-2015 |
| Legia de Varsovia                 | Polonia        | 2015-2017 |
| PAOK de Salónica F. C.            | Grecia         | 2017-2019 |
| Al-Ittihad                        | Arabia Saudita | 2019-2021 |
| Western United F. C.              | Australia      | 2021-2023 |

## Palmarés

### Títulos nacionales
| Título          | Club                   | País    | Año     |
| --------------- | ---------------------- | ------- | ------- |
| Copa de Suiza   | F. C. Sion             | Suiza   | 2010-11 |
| Copa de Polonia | Legia de Varsovia      | Polonia | 2015-16 |
| Ekstraklasa     | Legia de Varsovia      | Polonia | 2015-16 |
| Copa de Grecia  | PAOK de Salónica F. C. | Grecia  | 2016-17 |
| Copa de Grecia  | PAOK de Salónica F. C. | Grecia  | 2017-18 |